# Christian 4’s statue ved Nyboder
Christian 4’s statue ved Nyboder i København lavet af Vilhelm Bissen (1836-1913) afsløredes den 29. juli 1900 og står på Øster Voldgade ved indgangen til Nyboder-kvarteret hvor den nuværende Krokodillegade krydser Kronprinsessegade.
- Afsløring af Christian 4’s statue ved Nyboder d. 29. juli 1900